# SN 2009eu
SN 2009eu – supernowa typu Ia odkryta 21 maja 2009 roku w galaktyce NGC 6166. W momencie odkrycia miała maksymalną jasność 19,50m.